# Lijst van kamermuziekwerken van Johann Sebastian Bach
Deze lijst bevat de kamermuziekwerken van de Duitse componist Johann Sebastian Bach geordend naar het Bach-Werke-Verzeichnis-systeem.

## Solowerken voor verscheidene instrumenten

#### Werken voor onbegeleideluit(BWV 995- 1000)
- BWV 995 — Suite in g mineur (transcriptie van Cellosuite No. 5, BWV 1011)
- BWV 996 — Suite in e mineur
- BWV 997 — Suite in c mineur
- BWV 998 — Prelude, Fuga en Allegro in Es majeur
- BWV 999 — Prelude in c mineur
- BWV 1000 — Fuga in g mineur

#### Sonates en partitas voor onbegeleide viool (BWV 1001 - 1006)
- BWV 1001 — Sonata No. 1 in g mineur
- BWV 1002 — Partita No. 1 in b-mineur
- BWV 1003 — Sonata No. 2 in a-mineur
- BWV 1004 — Partita No. 2 in d mineur
- BWV 1005 — Sonata No. 3 in C majeur
- BWV 1006 — Partita No. 3 in E majeur

#### Suite voor onbegeleide luit (BWV 1006a)
- BWV 1006a — Suite in E majeur (transcriptie van Partita No. 3 voor onbegeleide viool, BWV 1006)

#### Suites voor onbegeleide cello (BWV 1007 - 1012)
- BWV 1007 — Cellosuite No. 1 in G majeur
- BWV 1008 — Cellosuite No. 2 in d mineur
- BWV 1009 — Cellosuite No. 3 in C majeur
- BWV 1010 — Cellosuite No. 4 in Es majeur
- BWV 1011 — Cellosuite No. 5 in c mineur
- BWV 1012 — Cellosuite No. 6 in D majeur

#### Partita voor onbegeleide fluit (BWV 1013)
- BWV 1013 — Partita in a-mineur

## Werken voor duo, dan wel met klavecimbel

### Werken voor viool en klavecimbel (BWV 1014 - 1026)

#### Zes sonates voor klavecimbel en viool (J.S. Bach)
- BWV 1014 — Sonate in b-mineur voor viool en klavecimbel
- BWV 1015 — Sonate in A-majeur voor viool en klavecimbel
- BWV 1016 — Sonate in E majeur voor viool en klavecimbel
- BWV 1017 — Sonate in c mineur voor viool en klavecimbel
- BWV 1018 — Sonate in f mineur voor viool en klavecimbel
- BWV 1018a — Adagio in f mineur voor viool en klavecimbel (eerdere versie van derde deel van BWV 1018)
- BWV 1019 — Sonate in G majeur voor viool en klavecimbel
- BWV 1019a — Sonate in G majeur voor viool en klavecimbel (eerdere versie van BWV 1019)
- BWV 1020 — Sonate in g mineur voor viool (of fluit/blokfluit) en klavecimbel (nu toegeschreven aan C.P.E. Bach - H 542.5)
- BWV 1021 — Sonate in G majeur voor viool en basso continuo
- BWV 1022 — Sonate in F majeur voor viool en klavecimbel (twijfelachtig)
- BWV 1023 — Sonate in e mineur voor viool en basso continuo
- BWV 1024 — Sonate in c mineur voor viool en basso continuo (twijfelachtig)
- BWV 1025 — Suite in A-majeur voor viool en klavecimbel (twijfelachtig)
- BWV 1026 — Fuga in g mineur voor viool en klavecimbel (twijfelachtig)

#### Sonates voor viola da gamba en klavecimbel (BWV 1027 - 1029)
- BWV 1027 — Sonate No. 1 in G majeur voor viola da gamba en klavecimbel(arrangement uit BWV 1039)
- BWV 1027a — Trio in G majeur voor orgel (arrangement van het Allegro Moderato uit BWV 1027)
- BWV 1028 — Sonate No. 2 in D majeur voor viola da gamba en klavecimbel
- BWV 1029 — Sonate No. 3 in g mineur voor viola da gamba en klavecimbel

#### Sonates voor fluit en klavecimbel(BWV 1030 - 1035)
- BWV 1030 — Sonate in b-mineur voor fluit en klavecimbel
- BWV 1030b - Sonata in g mineur voor klavecimbel en een onbekend instrument (vermoedelijk hobo of viola da gamba) - eerdere versie van BWV 1030 waarvan alleen de bladmuziek voor het klavecimbel nog bestaat
- BWV 1031 — Sonate in Es majeur voor fluit en klavecimbel
- BWV 1032 — Sonate in A-majeur voor fluit en klavecimbel
- BWV 1033 — Sonate in C majeur voor fluit en basso continuo
- BWV 1034 — Sonate in e mineur voor fluit en basso continuo
- BWV 1035 — Sonate in E majeur voor fluit en basso continuo

#### Triosonates (BWV 1036 - 1040)
- BWV 1036 — Sonate in d mineur voor twee violen en basso continuo
- BWV 1037 — Sonate in C majeur voor twee violen en basso continuo (niet van Bach, maar compositie van Johann Gottlieb Goldberg)
- BWV 1038 — Sonate in G majeur voor fluit, viool en klavecimbel
- BWV 1039 — Sonate in G majeur voor twee fluiten en basso continuo
- BWV 1040 — Sonate in F majeur voor hobo, viool en basso continuo

cantates · motetten · missen · oratoria en passies · vierstemmige koralen · liederen en aria's · orgelwerken · klavecimbelwerken · kamermuziek · orkestwerken · overige werken